# It's a Wonderful Life
It's a Wonderful Life (1946) là một bộ phim Mỹ sản xuất và đạo diễn bởi Frank Capra và được phát triển từ truyện ngắn The Greatest Gift của Philip Van Doren Stern.
Bộ phim lấy bối cảnh một thị trấn hư cấu - Bedford Falls - sau Thế chiến II. Nhân vật nam chính George Bailey (James Stewart), một người đàn ông có ý định tự sát vào đêm Giáng sinh, đã gặp thiên thần hộ mệnh Clarence Odbody (Henry Travers), người được phái xuống để giúp đỡ George những lúc anh cần. Phần lớn bộ phim xoay quanh cuộc sống trước đó của George qua sự thuật lại của Franklin và Joseph, thiên thần vô hình đang chuẩn bị cho Clarence thực hiện sứ mệnh cứu rỗi George. Qua đó khán giả có thể thấy tất cả những người có liên quan tới George và những thay đổi do anh đem đến cho cuộc đời.
Bộ phim được xếp vào hàng kinh điển và là một phần chủ yếu của truyền hình giáng sinh trên toàn thế giới, nhưng mặc dù chi phí sản xuất lớn và được đánh giá rất cao trong các bảng xếp hạng nhưng lại thất bại về mặt doanh thu, chỉ thu về được một nửa so với chi phí bỏ ra.. It's a Wonderful Life cho đến nay đã thất lạc bản quyền, và đã được coi như tài sản chung của nhân loại.
It's a Wonderful Life được 5 đề cử Oscar, tuy không đoạt được giải nào nhưng bộ phim được Viện phim Mỹ xếp vào hàng 100 phim Mỹ hay nhất trong 100 năm qua, và đứng ở vị trí thứ nhất trong số những bộ phim truyền cảm nhất mọi thời đại.

## Nội dung
Giáng sinh năm 1946, George Bailey (James Stewart) tuyệt vọng và có ý định tự tử. Lời cầu nguyện của George đã thấu đến những ngôi sao. Clarence Odbody, một nhị đẳng thiên thần, được gửi đến Trái đất để cứu George. Thiên thần trưởng lão Joseph cùng với Clarence tái hiện lại cuộc đời George.
Năm 1919, 12 tuổi, George nhảy xuống cứu cậu em Harry trong tảng băng bị sụp và bị hỏng tai trái do nhiễm lạnh. Một lần trong lúc làm việc tại một nhà thuốc trong thị trấn, phát hiện ra ông chủ Gower (H.B. Warner) đưa nhầm thuốc độc cho người mua, George đã giúp ông chủ thoát khỏi 20 năm tù.
Lớn lên ở thị trấn Bedford Falls, cậu bé George Bailey tốt bụng có rất nhiều hoài bão và ước mơ. Mơ ước của cậu là được đi khắp châu Âu và trở thành một kiến trúc sư giỏi, kiếm được nhiều tiền. Trong một lần họp mặt bạn bè cũ, George đã thổ lộ với cô bạn Mary Hatch (Donna Reed) những tâm sự của mình: "Tôi sẽ rũ bỏ đất của thị trấn Bedford Falls già cỗi này khỏi ống quần tôi. Tôi sẽ đi khắp thế giới, xây dựng những tòa nhà chọc trời, những chiếc cầu dài 100 m, những phi trường rộng bát ngát..." thế nhưng ước vọng lớn nhất đời anh đã không thực hiện được. Cha mất một ngày trước khi anh đi, và George đành phải tiếp quản công việc quản lý tiệm "Buiding & Loan", một tiệm chuyên cho người nghèo vay tiền. George đã dùng tất cả những số tiền tiết kiệm của mình cho đứa em harry đi học đại học
Bốn năm trôi qua, cậu em trai Harry trở về với một người vợ và một công việc đầy hứa hẹn. Hy sinh vì hạnh phúc của em, George phải chấp nhận tiếp tục công việc của gia đình và từ bỏ ước mơ vẫn hằng nung nấu. Anh biết là cuộc đời anh cuối cùng sẽ bị chôn vùi trong thị trấn Bedford Falls ảm đạm này.

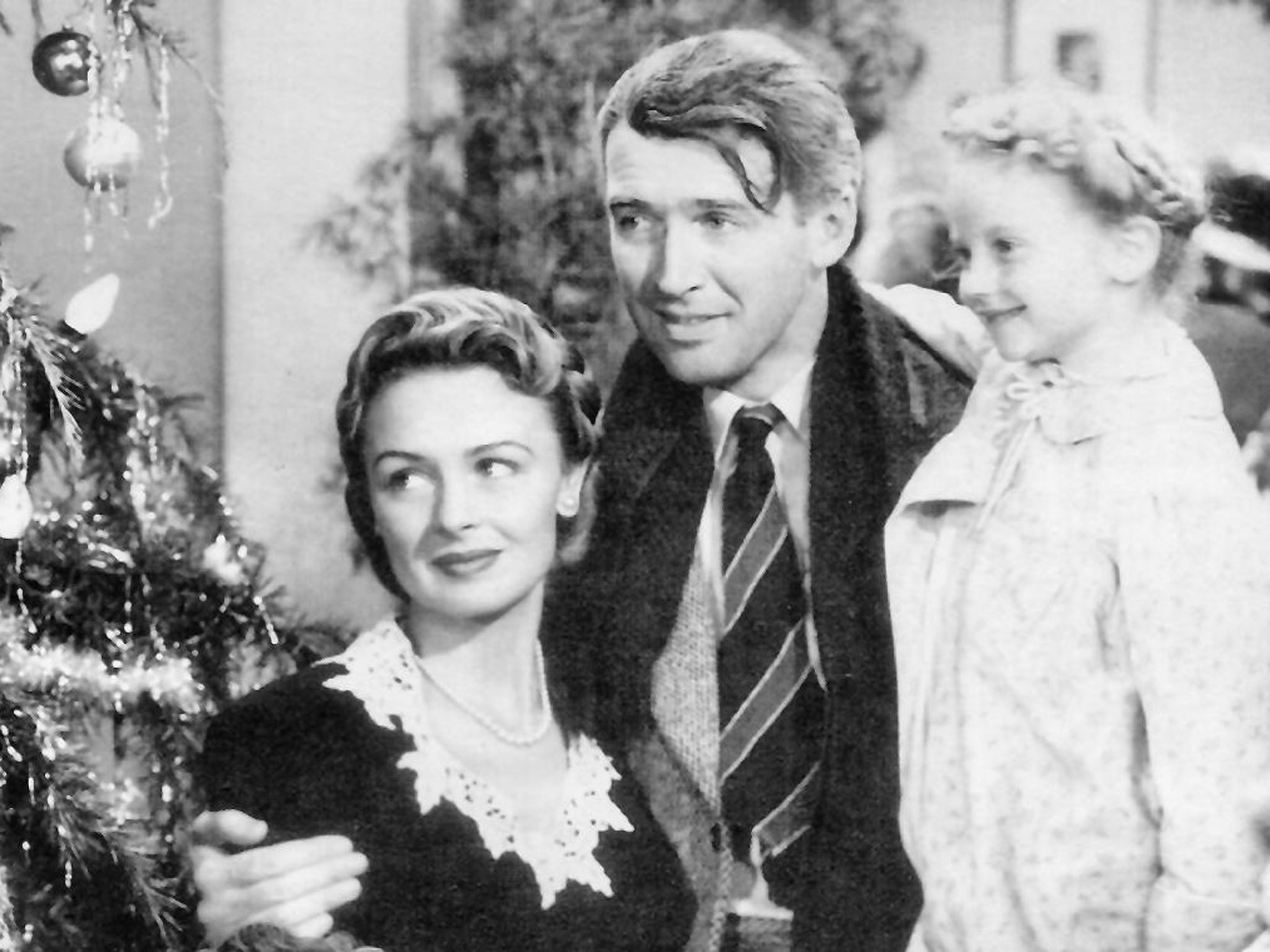
George Bailey (James Stewart), Mary Bailey (Donna Reed) và con gái Zuzu (Karolyn Grimes).

Cuối cùng, George cũng cưới Mary, mối tình mà mãi sau này anh mới nhận ra và giành được nó. Nhưng ngay cả ngày tân hôn của họ cũng không được trọn vẹn. Tất cả số tiền 2000 đô la dành cho tuần trăng mật đã cho tất cả mọi người trong thị trấn vay vì ngân hàng xiết nợ.
Trong thị trấn có một lão già độc tài tên là Henry Potter (Lionel Barrymore). Bằng tiền bạc của mình, lão chiếm lĩnh gần như toàn bộ thị trấn Bedford Falls. Không muốn Bedford Falls rơi vào tay của lão, George Bailey cùng Building & Loan giúp mọi người trong thị trấn thoát khỏi khu ổ chuột.
Trong con người của George Bailey luôn có hai thái cực đấu tranh quyết liệt, một bên là những khát vọng của bản thân, một bên là trách nhiệm của một người trong gia đình và trong cộng đồng. Cả cuộc đời George đã hy sinh cho mọi người xung quanh nhưng lại hụt hẫng và đau khổ vì những ước muốn không bao giờ thành hiện thực. Từ khi 4 đứa con lần lượt ra đời, George hiểu rằng anh không bao giờ có thể ra khỏi Bedford được nữa.
Nỗi ám ảnh về khát vọng tuổi trẻ luôn đeo đẳng và dằn vặt George cho đến khi một biến cố xảy ra. Ông chú đãng trí của George để quên số tiền đặt cọc ngân hàng 8.000 đô trong một tờ báo, và tờ báo lại lọt vào tay lão Potter. Mất tiền đồng nghĩa với việc sẽ phải vào tù, George tuyệt vọng lang thang khắp Bedford Falls và đến một quán bar. Anh khóc cho số phận bất hạnh của mình. George cầu chúa cứu rỗi, nhưng những gì anh nhận được ngay sau đó là một cú đấm vào mặt của một tên côn đồ. Tin rằng đó chính là những gì mình nhận được sau khi cầu nguyện, George đi tới chiếc cầu, hoàn toàn mất niềm tin ở đời, ở Chúa, George nhìn xuống dòng sông và quyết định nhảy xuống...
Đúng lúc ấy, thiên thần Clarence hiện ra ở cây cầu và nhảy xuống nước trước cả George. Quên mất ý định tự tử, George cứu Clarence. Clarence nảy ra ý tưởng làm cho George tin cuộc đời của anh không phải là một thất bại: Clarence đã hóa phép làm cho George trở thành một người chưa từng có mặt trong đời... George của trước kia hoàn toàn biến mất.
Thị trấn Bedford Falls bỗng nhiên thay đổi, những ngôi nhà ấm cúng biến thành vũ trường, quán nhậu, tiệm cầm đồ, nhà thổ... gái làng chơi và những bợm nhậu lang thang đầy đường, tất cả thị trấn được bọc bởi những ánh đèn mờ đồi bại. Tên thị trấn Bedford Falls cũng đổi tên thành Pottersville, chứng tỏ sự thâu tóm của Potter. Vẫn không tin vào mắt mình, George chạy đi tìm những người thân. Căn nhà nhỏ của anh và bốn đứa con đã biến thành đống gạch vụn, ông Gower trở thành kẻ ăn xin, em trai chết vì không được George cứu, mẹ anh bây giờ là một bà già hám tiền, cô vợ Mary giờ là một bà cô thủ thư không chồng vô hồn. Lúc đó, Clarence hiện ra trước mặt George và nói: "Cuộc sống của mỗi con người chạm đến cuộc sống của rất nhiều người khác. Nếu anh ta không xuất hiện trên đời thì sẽ để lại một lỗ hổng lớn không bao giờ bù đắp được..." George chợt hiểu và nhận ra được ý nghĩa của mình trong cuộc sống...
Lúc này George hối hận chạy đến cây cầu mà mình từng có ý định tự sát, cầu xin thiên thần Clarence khiến mọi thứ trở lại như cũ. Điều ước được thiên thần Clarence nghe thấy và thực hiện, thế giới mà anh từng sống trở về như cũ. Trở về nhà anh ôm chầm ba người con của mình, đồng thời Mari trở về cùng ông Billy cho biết họ được người dân trong thị trấn cùng chung tay quyên góp một số tiền vô cùng lớn, đủ giúp cho anh trả nợ số tiền 8000 USD, đồng thời trở nên giàu có, một số người dân trong thị trấn nữa chạy đến nhà của George để quyên góp tiền, sau đó cùng nhau hát bài hát mừng giáng sinh ấm cúng hạnh phúc tại gia đình George.
Câu cuối của phim: "No man is failure who has friends". Kết lại bộ phim với tinh thần yêu thương, đoàn kết của người dân cùng với gia đình George

## Thể hiện
| Diễn viên                        | Vai diễn                                                  |
| -------------------------------- | --------------------------------------------------------- |
| James Stewart                    | George Bailey                                             |
| Donna Reed                       | Mary Hatch Bailey                                         |
| Lionel Barrymore                 | Henry F. Potter                                           |
| Thomas Mitchell                  | Chú Billy Bailey                                          |
| Henry Travers                    | Nhị đẳng thiên thần Clarence Odbody                       |
| Beulah Bondi                     | Bà Bailey                                                 |
| Frank Faylen                     | Ernie Bishop                                              |
| Ward Bond                        | Bert                                                      |
| Gloria Grahame                   | Violet Bick                                               |
| H. B. Warner                     | Ông Gower                                                 |
| Todd Karns                       | Harry Bailey                                              |
| Samuel S. Hinds                  | Peter Bailey                                              |
| Lillian Randolph                 | Annie                                                     |
| Mary Treen                       | Em họ Tilly                                               |
| Frank Albertson                  | Sam Wainwright                                            |
| Virginia Patton                  | Ruth Dakin Bailey                                         |
| Charles Williams                 | Anh họ Eustace                                            |
| William Edmunds                  | Bà Martini                                                |
| Bobby Anderson                   | George Bailey lúc nhỏ                                     |
| Sheldon Leonard                  | Nick (chân pha rượu)                                      |
| Charles Lane                     | Người thu tiền nhà                                        |
| Karolyn Grimes                   | Zuzu Bailey                                               |
| Carol Coomes (cũng Carol Coombs) | Janie Bailey                                              |
| Charles Halton                   | Carter, nhân viên ngân hàng (chưa chắc chắn)              |
| Joseph Kearns                    | Trưởng lão thiên thần Joseph (lồng tiếng, chưa chắc chắn) |
| Quạ Jimmy                        | Con quạ của chú Billy                                     |

## Giải thưởng và vinh dự

### Đề cử Oscar
It's a Wonderful Life nhận được 5 đề cử Oscar:
- Nam chính xuất sắc nhất cho James Stewart
- Biên tập xuất sắc nhất cho William Hornbeck
- Giải Oscar cho đạo diễn xuất sắc nhất cho Frank Capra
- Giải Oscar cho hòa âm hay nhất cho John Aalberg
- Giải Oscar cho phim hay nhất cho Frank Capra

Capra giành được giải Quả cầu vàng cho đạo diễn xuất sắc nhất.

### Vinh dự
- Năm 1990, It's Wonderful Life được Thư viện Quốc hội Mỹ chọn bảo tồn trong Viện lưu trữ phim Quốc gia Mỹ vì "tính văn hoá, lịch sử, và tín hiệu thẩm mĩ"

Xếp hạng của Viện phim Mỹ
- 1998 100 phim hay nhất #11
- 2002 100 phim tình cảm #8
- 2003 Danh sách 100 anh hùng và kẻ phản diện của Viện phim Mỹ:
  - George Bailey, anh hùng #9
  - Henry F. Potter, phản diện #6
- 2006 100 phim truyền cảm hứng #1
- 2008 10 phim của 10 thể loại #3 - thể loại Phim thần thoại

### Băng hình
- It's a Wonderful Life on Lux Radio Theater[liên kết hỏng]
- It's A Wonderful Life - Feature Film on Google Video 2:10 Lưu trữ ngày 18 tháng 12 năm 2008 tại Wayback Machine